# Patrick Blanc (Bergsteiger)
Patrick Blanc  (* 28. April 1972 in Évian-les-Bains) ist ein französischer Skibergsteiger und mehrfacher Titelgewinner. Seit 2002 ist er Mitglied in der französischen Nationalmannschaft Skibergsteigen.  2006 war er bei der Patrouille des Glaciers im Siegerteam, das den Streckenrekord aufstellte.
Patrick Blanc wurde anlässlich der Patrouille de Glaciers 2008 positiv auf Doping getestet und für zwei Jahre gesperrt.

## Erfolge (Auswahl)
- 2002:
  - 2. Platz Weltmeisterschaft Skibergsteigen Kombinationswertung
  - 2. Platz Weltmeisterschaft Skibergsteigen Single, Serre Chevalier

- 2004:
  - 1. Platz Weltmeisterschaft Vertical Race, Val d’Aran
  - 1. Platz Weltmeisterschaft Skibergsteigen Team mit Florent Perrier, Val d’Aran
  - 1. Platz Weltmeisterschaft Skibergsteigen Staffel, Val d’Aran
  - 6. Platz bei der Weltmeisterschaft Skibergsteigen Einzel

- 2005: 3. Platz Weltcup Skibergsteigen Team mit Brosse

- 2006:
  - 1. Platz Weltmeisterschaft Vertical Race
  - 1. Platz Weltmeisterschaft Skibergsteigen Team mit Brosse
  - 2. Platz bei der Weltmeisterschaft Skibergsteigen Staffel (mit Grégory Gachet, Stéphane Brosse und Florent Perrier)

- 2007: 9. Platz Europameisterschaft Skibergsteigen Team mit Tony Sbalbi

- 2008: 6. Platz bei der Weltmeisterschaft im Skibergsteigen Team mit Didier Blanc

### Patrouille des Glaciers
- 2004: 1. Platz und Rekordzeit mit Jean Pellissier und Stéphane Brosse
- 2006: 1. Platz und Rekordzeit mit Stéphane Brosse und Guido Giacomelli
- 2008: 2. Platz mit Florent Perrier und Grégory Gachet (Positive A und B Probe)

### Pierra Menta
- 2002: 6. Platz mit Tony Sbalbi
- 2003: 1. Platz mit Tony Sbalbi
- 2004: 6. Platz mit Tony Sbalbi
- 2005: 1. Platz mit Stéphane Brosse
- 2006: 1. Platz mit Stéphane Brosse
- 2008: 3. Platz mit Peter Svätojánsky

### Trofeo Mezzalama
- 2003: 9. Platz mit Cédric Tomio und Tony Sbalbi
- 2005: 1. Platz mit Stéphane Brosse und Guido Giacomelli
- 2007: 2. Platz mit Florent Perrier und Grégory Gachet